# Bragance (Portugal)
Pour les articles homonymes, voir Bragança et Bragance.

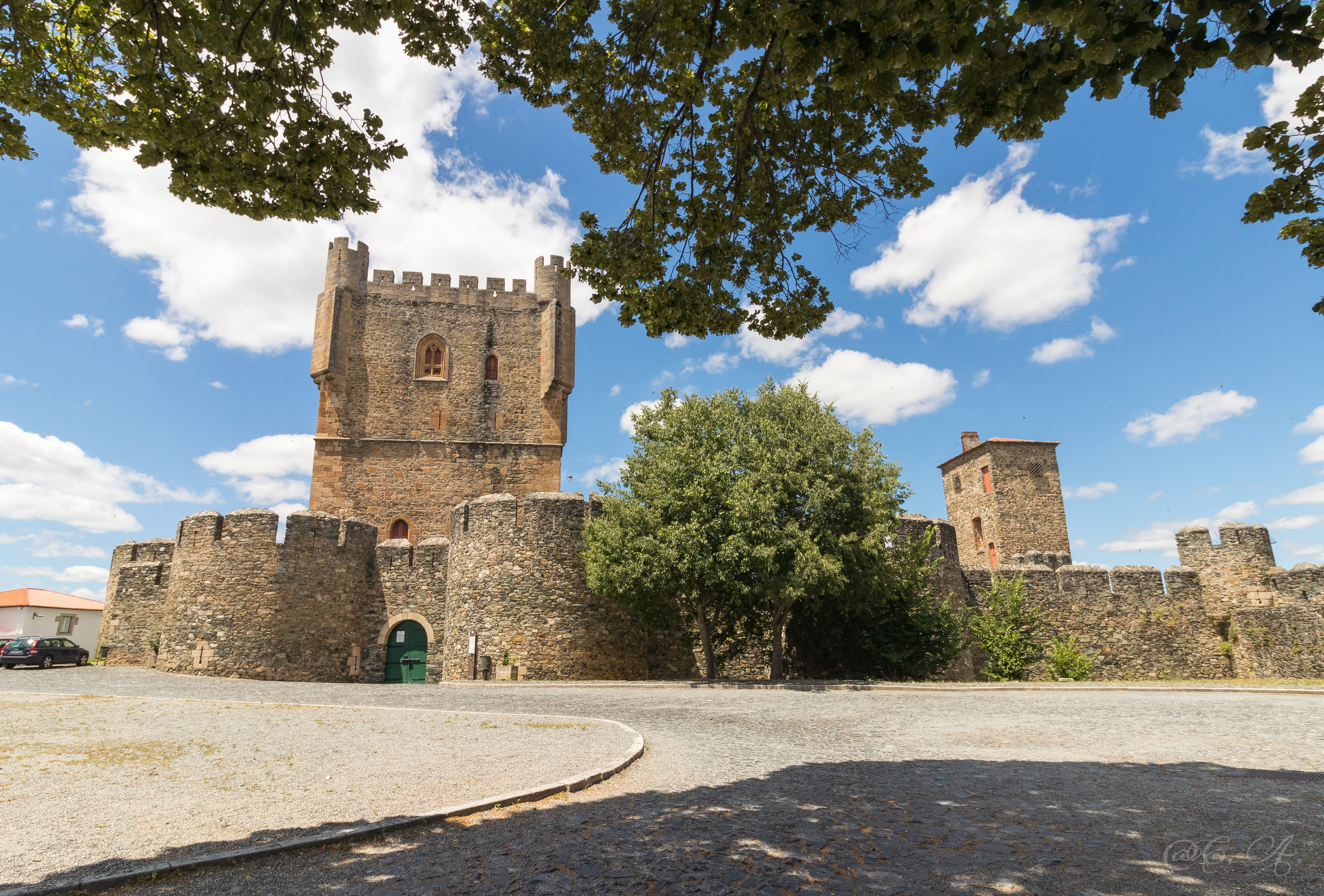

Bragance (Bragança, en portugais) est une ville et municipalité de la Région Nord du Portugal, sous-région du Haut Trás-os-Montes, situé dans le district de Bragance dont elle est la capitale. Au dernier recensement en 2011, la population de la municipalité était de 35 341 habitants et la superficie totale de 1173,6 km2, soit 29,6 hab/km2.
Bragance est située le long d'un bras du rio Sabor au sud de la Sierra de la Culebra. Elle est à 255 km à l'est-nord-est de Porto, à 515 km de Lisbonne et à peine 22 km de la frontière espagnole. La ville est à une altitude de 700 m et est la capitale de district la plus éloignée de Lisbonne, capitale du pays. La ville de Bragance est le siège de la municipalité qui est formée de deux communes, Sé et Santa Maria.

## Géographie
Altitude de 700 mètres.
Bragance est située à l'extrême-nord du Portugal, proche de la frontière espagnole, à 485 km de Lisbonne et 204 km de Porto.
Bragance est limitrophe :

### Climat
Bragance est sujette à un climat méditerranéen avec influence continentale marquée du fait de sa situation à l'intérieur des terres portugaises. L'été est chaud et sec et l'hiver froid et humide.
| Mois                              | jan. | fév. | mars | avril | mai | juin | jui. | août | sep. | oct. | nov. | déc. |
| --------------------------------- | ---- | ---- | ---- | ----- | --- | ---- | ---- | ---- | ---- | ---- | ---- | ---- |
| Température minimale moyenne (°C) | 0,2  | 0,9  | 3,2  | 5,1   | 8   | 12   | 14,2 | 14   | 11,6 | 7,9  | 3,7  | 1,3  |
| Température maximale moyenne (°C) | 8,8  | 11,4 | 15,1 | 16,3  | 20  | 25,5 | 29,2 | 29,2 | 25,1 | 18,4 | 12,8 | 9,5  |

## Histoire
Il existait dans la zone actuelle du concelho de Bragance, du temps de l’occupation romaine, une population importante. Durant un temps, il fut donné à Brigantia le nom de Juliobriga par l'imperator Auguste en hommage à son oncle Jules César.
Sur la hauteur que domine la nouvelle ville se dresse encore, à l'abri de ses remparts, la cité médiévale qui fut érigée en duché en 1442, devenant alors le fief de la maison de Bragance. Cette famille, qui revendiquait la couronne depuis l'occupation du pays par Philippe II d'Espagne, régna sur le Portugal de 1640 jusqu'à la révolution de 1910 et sur le Brésil de 1822 à 1889. Pendant cette période, le titre de duc de Bragance fut donné à l'héritier du trône.
Le père du peintre Camille Pissarro est un juif d'origine portugaise qui fait partie des marranes, originaire de Bragance. Sa famille s'est réfugiée à Bordeaux où l'Inquisition est moins sévère et n'a plus d'existence officielle. Lui-même est né à Bordeaux avant de s'installer sur l'île de saint Thomas, alors possession danoise. Leur fils Camille y est né le 10 juillet 1830, ce qui lui confère la nationalité danoise, qu'il gardera toute sa vie.

## Démographie
| 1801   | 1849   | 1900   | 1930   | 1960   | 1981   | 1991   | 2001   | 2004   |
| ------ | ------ | ------ | ------ | ------ | ------ | ------ | ------ | ------ |
| 27 961 | 16 929 | 30 513 | 29 750 | 37 553 | 35 380 | 33 055 | 34 750 | 34 774 |

| 2011   | - | - | - | - | - | - | - | - |
| ------ | - | - | - | - | - | - | - | - |
| 35 341 | - | - | - | - | - | - | - | - |

## Économie
Bragance est une cité rurale vivant principalement des produits de la terre : à savoir la production agricole vivrière. Les céréales et les châtaigneraies du Montesinho qui occupent les hauteurs, entre la ville et l'Espagne au nord et à l'est, se partagent l'activité économique avec l'élevage ovin et bovin dans une moindre mesure.
Chaque mois, trois feiras (foire commerciale et grand marché) ont lieu au Mercado Central. Cette animation de la ville présente surtout les produits de la production régionale agricole. Dans cette province accidentée et montagneuse, quelques exploitations de carrières de diverses sortes de granit sont également actives. Accessoirement, des lauzes de schiste y sont extraites. La ville a un petit aéroport qui lie régulièrement Bragance à Lisbonne, via une escale à Vila Real. Il existe un projet d'extension de la piste, momentanément différé.
D'importants travaux autoroutiers sont en cours pour transformer la route nationale IP4 qui lie la ville vers l'est à la ville de Zamora et au réseau autoroutier espagnol vers Valladolid, Burgos et Madrid ainsi que vers le sud-ouest à la ville de Vila Real et vers le reste du Portugal. Cette autoroute deviendra donc l'épine dorsale du trafic routier de Porto vers l'Espagne via Bragance. La fin des travaux est prévue pour fin 2012, mais il semble que la conjoncture économique la contraindra à un délai plus long.
Le parc naturel régional du Montesinho attire quelques passionnés de nature pour un écotourisme au long des parcours de randonnée pédestre créés par les gestionnaires du parc.
Le tourisme de passage ne considère en général - à tort - que la vieille ville de Bragance avec son château superbement conservé, exemple remarquable de cité médiévale avec Château fort et habitations enserrés dans une même enceinte sur un piton rocheux.

## Transports

### Routes
- IP4
- EN15
- A4 (Auto-route)

### Aéroport
Il existe un aérodrome municipal à Bragance.

### Trains
Bragance n'a plus de train depuis le début des années 1990 et la fermeture de la ligne du Tua (Linha do Tua).

### Bus
Le Serviço de Transportes Urbanos de Bragança (STUB) est une entreprise de transports publics urbains dans la ville de Bragance.
Il existe seize lignes pour l'espace urbain ainsi que pour la périphérie de Bragance.

## Patrimoine
- Le château de Bragance (41° 48′ 15,42″ N, 6° 44′ 57,14″ O)
- L'ancienne cathédrale du Saint-Nom-de-Jésus, qui date du XVIe siècle.
- Le pilori de Bragance.

## Subdivisions
La municipalité de Bragance regroupe 39 freguesias :

Freguesias de Bragance.

| - Alfaião, - Aveleda e Rio de Onor, - Babe, - Baçal, - Carragosa, - Castrelos e Carrazedo, - Castro de Avelãs, - Coelhoso, - Donai, - Espinhosela, - França, - Gimonde, - Gondesende, - Gostei, - Grijó de Parada, - Izeda, Calvelhe e Paradinha Nova, - Macedo do Mato, - Mós, - Nogueira, - Outeiro, | - Parada e Faílde, - Parâmio, - Pinela, - Quintanilha, - Quintela de Lampaças, - Rabal, - Rebordainhos e Pombares, - Rebordãos, - Rio Frio e Milhão, - Salsas, - Samil, - Santa Comba de Rossas, - São Julião de Palácios e Deilão, - São Pedro de Sarracenos, - Sé, Santa Maria e Meixedo, - Sendas, - Serapicos, - Sortes, - Zoio. |

## Villes jumelées
Le concelho de Bragance est jumelé avec les villes suivantes:
- Les Pavillons-sous-Bois  (France)
- Gallicano  (Italie)
- Água Grande (Sao Tomé-et-Principe)
- La Bañeza  (Espagne)
- Zamora  (Espagne)
- León (Espagne)
- Bragança Paulista  (Brésil)